# Otterhof (Külsheim)

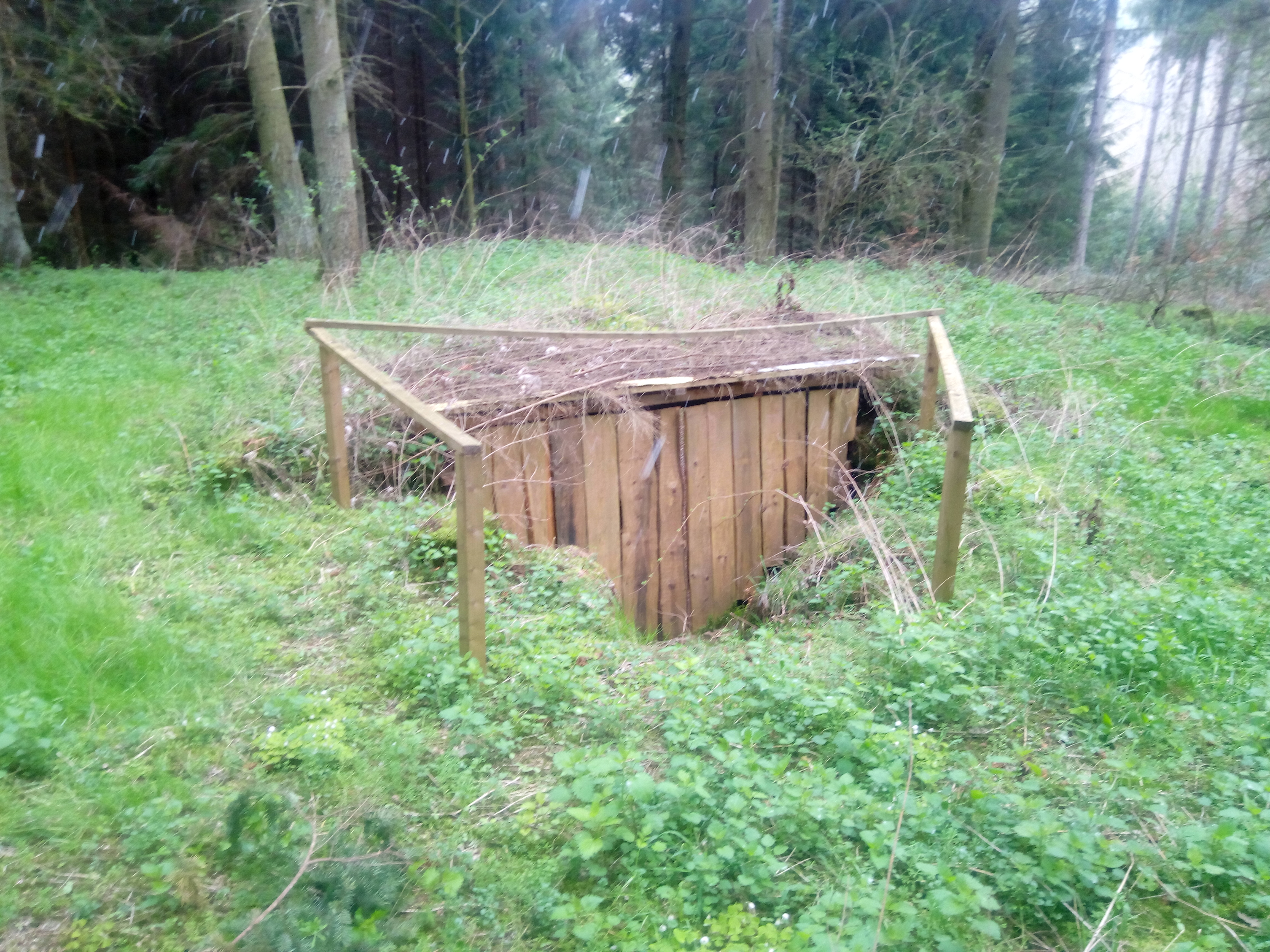
Gesicherter Kellerzugang einer Ruine der Wüstung Otterhof

Otterhof (ehemals auch Otterbach) ist ein aufgegebener Wohnplatz auf der Gemarkung des Külsheimer Stadtteils Steinbach im Main-Tauber-Kreis in Baden-Württemberg.

## Geographie

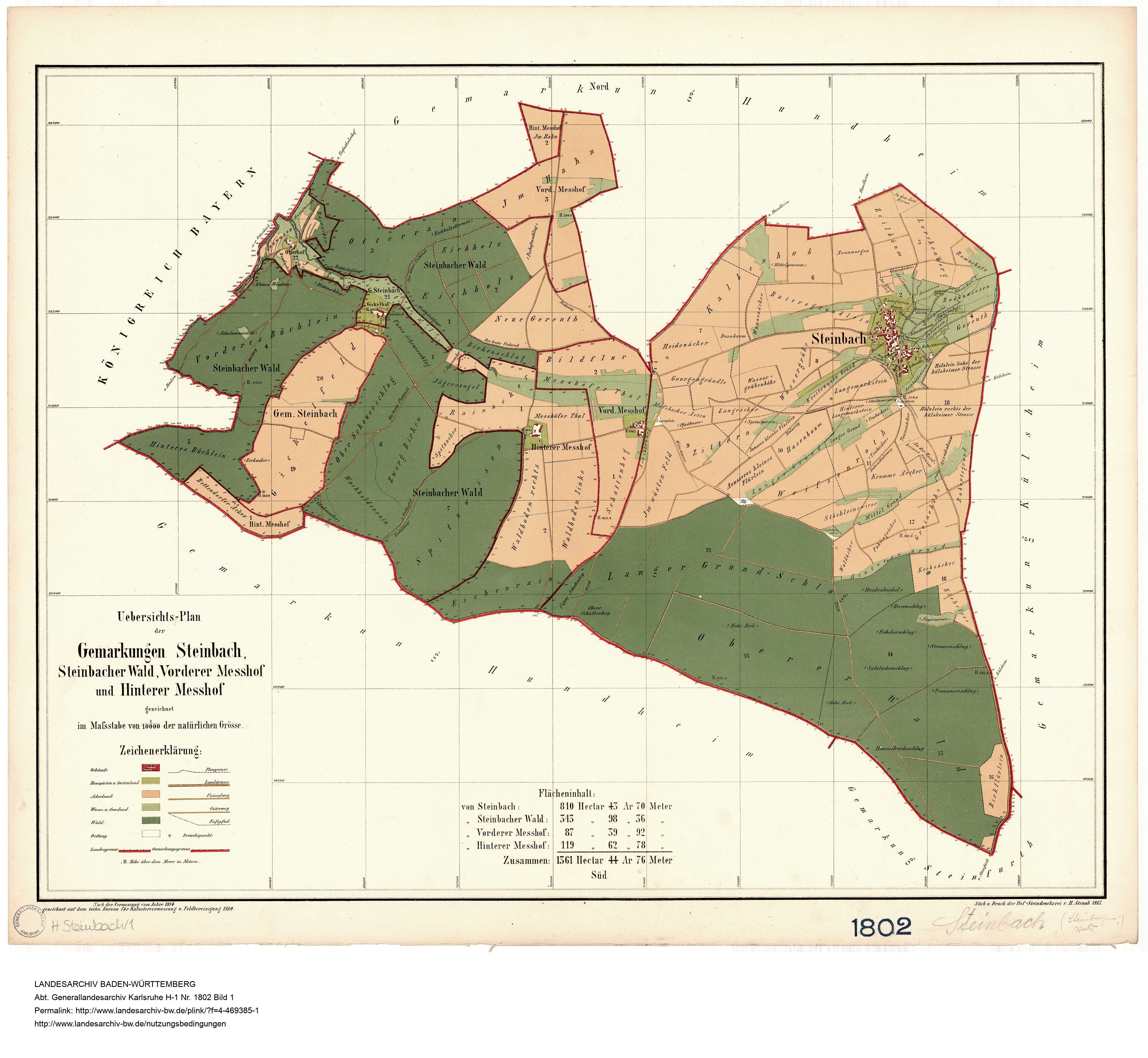
Lage der Sondergemarkung Otterhof innerhalb der Gemarkung von Steinbach nach einer Vermessung vom Jahre 1884

Der Otterhof lag in der Nähe des gleichnamigen Otterbachs, eines rechten Zuflusses zur Erfa.

## Geschichte
Der Otterhof wurde im Jahre 1485 erstmals urkundlich als Otterbach erwähnt, als er durch die Herren von Riedern an den Graf von Wertheim veräußert wurde.
Der nahe gelegene Gickelhof wurde im Jahre 1426 urkundlich als Oberotterbach erwähnt und erst seit 1485 Gickelhaus genannt; er galt damals jedoch immer noch als Außenposten des nahe gelegenen Otterhofes. Wie auch die übrigen Höfe in der Umgebung (der Gickelhof sowie der Vordere und Hintere Meßhof) entstand der Otterhof als Rodungssiedlung.
Nach 1668 wurde der Otterhof aufgegeben und im 18. Jahrhundert wohl wieder besiedelt. 1882 wurde der Hof erneut aufgegeben. Die Gebäude des Otterhofes wurden um 1890 abgerissen, noch bevor die Sondergemarkung um 1925 wie die übrigen Sondergemarkungen der Umgebung ganz zur damals noch selbstständigen Gemeinde Steinbach gelangte. Am 1. Januar 1975 wurde Steinbach wiederum in die Stadt Külsheim eingemeindet.

## Kleindenkmale
Im Bereich des ehemaligen Otterhofes befinden sich zwei Kleindenkmale:
- Kleindenkmal Nr. 10 (Steinbach):  Kreuzbildstock.
- Kleindenkmal Nr. 12 (Steinbach): Gedenktafel.